# A Joyful Holiday
A Joyful Holiday ist eine Jazz-EP von Samara Joy. Die wohl 2023 in den Studios Rittenhouse Soundworks, Philadelphia, Seae Sound, New York sowie in The Regent Theatre, Arlington, Massachusetts, entstandenen Aufnahmen erschienen am 27. Oktober 2023 auf Verve Records/Universal Music Group. A Joyful Holiday erhielt ebenso wie der darauf enthaltene Titel Twinkle, Twinkle, Little Me bei den Grammy Awards 2025 eine Auszeichnung.

## Hintergrund
Nach ihrem mit zwei Grammy Awards (bestes „Vokal-Jazz-Album“ und „Bester Neuer Künstler“) ausgezeichneten Album Linger Awhile und der Single „Tight“, in der sie Betty Carter Tribut zollte, legte die Sängerin Samara Joy eine EP mit Weihnachtsliedern vor. A Joyful Holiday beginnt mit zwei etwas weniger bekannten Songs, „Warm in December“, erstmals 1956 von Julie London aufgenommen, und „Twinkle, Twinkle, Little Me“, aufgenommen von den Supremes 1965 und einige Jahre später auch von Stevie Wonder. Es folgen zwei Weihnachtsklassiker, „The Christmas Song“ und „Have Yourself a Merry Little Christmas“. Begleitung bei den weiteren Songs erhielt Samara Joy durch die Musiker ihres [2023] aktuellen Quartetts: Pianist Sullivan Fortner, Gitarrist Pasquale Grasso, Bassist David Wong und Schlagzeuger Kenny Washington.
Es sind die letzten beiden Tracks, in denen man eine andere Seite von Joy erlebe, schrieb Dave Linn; „O Holy Night“ ist im Gospelchor-Stil gehalten. Die McLendon Family singt im Chor, bestehend aus ihrem Großvater Goldwire McLendon (der eine der bekanntesten Gospelgruppen Philadelphias, The Savettes, gründete) und ihrem Vater Antonio McLendon (der Bass spielte und mit Gospelstar Andrae Crouch tourte). Ihr Onkel Laurone McLendon und zwei Cousins Tiera Lovell Rowe und Alana Alexander vervollständigen den fünfköpfigen Chor. Eine Hammond B-3-Orgel, gespielt von Fortner, dient als Begleitung.
Zum Abschluss der EP ist eine weitere Version von „The Christmas Song“ enthalten, die im Dezember 2022 in Arlington, Massachusetts, live aufgenommen wurde. Es ist ein Gesangsduett mit Joys Vater und wird mit ihrem damaligen Tourtrio aufgeführt. Ihr Vater Antonio singt die erste Strophe, Joy erhält dann eine Strophe, bevor sie schließlich mit ihrem Vater im Duett singt.

## Titelliste
- Samara Joy: A Joyful Holiday (Verve 5828569)[4]

1. Warm in December (Bob Russell) 4:13
2. Twinkle Twinkle Little Me (Ron Miller) 4:02
3. The Christmas Song (Mel Tormé, Robert Wells) 3:26
4. Have Yourself a Merry Little Christmas (Hugh Martin, Ralph Blane) 3:45
5. O Holy Night (Adolphe Adam, John Sullivan Dwight) 5:04
6. The Christmas Song [live] 3:52

## Rezeption
Das Album wurde von der Musikkritik positiv aufgenommen; dieses kurze, aber feine Mini-Album würde die himmlische Wunderkerze an die Spitze des Weihnachtsbaums setzen, hieß es in der Times. Was angesichts von Samaras Glauben und ihrer engen Beziehung zur Kirche überrasche, sei die Songauswahl für A Joyful Holiday, meinte das Werbeblatt Jazz Echo. Denn mit Ausnahme eines Stücks bestehe das Programm aus sogenannten säkularen Weihnachtsliedern.
A Joyful Holiday sei eine willkommene Ergänzung zum Kanon des weihnachtlichen Jazzgesangs, insbesondere angesichts der Gospel-Wurzeln von Samara Joy, schrieb Dave Linn in All About Jazz. Die ersten vier Tracks würden an all die Dinge erinnern, die Samara Joy bereits großartig gezeigt habe. Die letzten beiden Tracks offenbarten etwas anderes und wiesen auf einige der möglichen zukünftigen Richtungen hin, die ihr in einer musikalischen Welt voller solcher Möglichkeiten offenstehen.
Das konservative Genre des Weihnachtsalbums würde Joy aus dem Effeff beherrschen, schrieb Rolf Thomas in Jazz thing. Es sei aber vor allem ihre Interpretation von „O Holy Night“, die A Joyful Holiday weit über den Durchschnitt hebe. Die amerikanischen Weihnachtsklassiker wie „Have Yourself A Merry Little Christmas“ beherrschten andere auch, aber bei „O Holy Night“ hebe Samara Joy in himmlische Gospelsphären ab – da könne man ihr den reichlichen Zuckerguss sofort verzeihen, etwa bei „Twinkle Twinkle Little Me“.
Matt Collar verlieh dem Album in Allmusic vier Sterne und schrieb, Joy und ihr Ensemble würden wunderschön gerenderte Aufnahmen der 1950er-Jahre-Standards bieten. Im Mittelpunkt des Albums stehe jedoch ihre Interpretation von „O Holy Night“, bei der sie ihre Jazz- und Gospel-Wurzeln miteinander verbinde. Reich an lebendigen Gesangsharmonien, die die Liebe von Joy zu ihrer Familie widerspiegeln, zeige das Lied – wie alles von A Joyful Holiday –, wie virtuos und voller Erfahrung sie als Sängerin ist.
Das Album erhielt 2025 einen Grammy in der Kategorie Bestes Jazz-Gesangsalbum.